# Полоцький державний університет імені Єфросинії Полоцької
По́лоцький держа́вний університе́т імені Єфросинії Полоцької (біл. Полацкі дзяржаўны ўніверсітэт імя Ефрасінні Полацкай) — вищий навчальний заклад у Білорусі. Гуманітарний факультет і факультет інформаційних технологій розміщуються в Полоцьку, всі інші — в Новополоцьку.
Університет носить ім'я преподобної Євфросинії Полоцької, дочки князя Полоцького, черниці, ігумені та просвітниці, першої святої на білоруських землях.

## Історія
Вища освіта в Полоцьку має давні традиції. У 1581 році в Полоцьку був заснований єзуїтський колегіум. 12 січня 1812 року указом російського імператора Олександра I колегіум був перетворений в Полоцьку єзуїтську академію з правами університету. Академія діяла до 1820 року і була першим вищим навчальним закладом на території сучасної Білорусі.
14 липня 1968 року була створена Новополоцька філія Білоруського політехнічного інституту. 10 лютого 1969 року було вирішено передати Новополоцьку філію БПІ Білоруському технологічному інституту. З 1 січня 1974 року ця філія була перетворена в самостійний Новополоцький політехнічний інститут. 14 вересня 1993 року Новополоцький політехнічний інститут перейменовано в Полоцький державний університет.
З 2005 року навчання на гуманітарному факультеті відбувається в стінах колишнього єзуїтського колегіуму. З 2016 року юридичний і гуманітарний факультети володіють власним кампусом в у містечку Межиріччя під Новополоцком.

## Факультети
- Гуманітарний
- Інженерно-будівельний
- Інформаційних технологій
- Механіко-технологічний
- Радіотехнічний
- Фінансово-економічний
- Юридичний
- По роботі з іноземними студентами

При університеті діє Інститут підвищення кваліфікації.

## Гуртожитки
Іногороднім та іноземним студентам, а також усім аспірантам і магістрантам надається гуртожиток. Є шість гуртожитків.
- Гуртожиток № 1, вул. Ювілейна 11, 211446, Новополоцьк
- Гуртожиток № 2, вул. Молодіжна 49Б, 211446, Новополоцьк
- Гуртожиток № 3, вул. Ювілейна 5, 211446, Новополоцьк
- Гуртожиток № 4, вул. Комсомольська 18, 211449, Новополоцьк
- Гуртожиток № 5, вул. Блохіна 17, 211446, Новополоцьк
- Гуртожиток № 6, вул. Молодіжна 69, 211446, Новополоцьк